# Valea Bună, Mehedinți
Valea Bună este un sat în comuna Voloiac din județul Mehedinți, Oltenia, România.
Satul este în apropierea orașului Strehaia.